# Liste der Landschaftlich Schönen Orte in der Präfektur Hiroshima

Lage der Präfektur Hiroshima

Diese Liste der Landschaftlich Schönen Orte in der Präfektur Hiroshima umfasst Landschaftlich Schöne Orte der japanischen Präfektur Hiroshima. Diese können auf nationaler Ebene durch den Minister für Bildung, Kultur, Sport, Wissenschaft und Technologie oder den Leiter des Amtes für kulturelle Angelegenheiten ausgewiesen werden sowie auf Präfektur- oder Gemeindeebene. Neben den ausgewiesenen gibt es noch registrierte Landschaftlich Schöne Orte, die begrenztere Unterstützung und Schutz erhalten. Der Schutz und Erhalt der Stätten ist nach dem 1950 in Kraft getretenen Kulturgutschutzgesetz geregelt, welches das „Gesetz zum Erhalt historischer und landschaftlich schöner Stätten und Naturdenkmäler“ (史蹟名勝天然紀念物保存法 Shiseki meishō tennenkinenbutsu hozonhō) von 1919 ablöste.

## Auszeichnungskriterien
Mögliche Auszeichnungskriterien für Landschaftlich Schöne Orte sind:
1. Parks und Gärten
2. Brücken und Dämme
3. Blühende Bäume, blühende Wiesen, Laubfärbung im Herbst, grüne Bäume und andere Orte mit dichtem Bewuchs
4. Orte mit Vögeln, Wildtieren, Fischen, Insekten und anderem
5. Felsen und Höhlen
6. Schluchten, Wasserfälle, Gebirgsbäche, Abgründe
7. Seen, Sümpfe, Feuchtgebiete, schwimmende Inseln, Quellen
8. Sanddünen, Nehrungen, Küsten, Inseln
9. Vulkane, Onsen
10. Berge, Hügel, Hoch- und Tiefebenen, Flüsse
11. Aussichtspunkte

## Legende
- Denkmal: Name des Landschaftlich Schönen Ortes; darunter steht die japanische Bezeichnung
- Lage: Lage des Ortes sowie Koordinaten
- Anmerkungen: Kurze Beschreibung des Ortes sowie eventuelle Anmerkungen zu weiteren Ausweisungen
- Ausweisungs-/Registrierungsdatum: Datum der Ausweisung bzw. Registrierung als Landschaftlich Schöner Ort und zusätzlich bei Besonderen Landschaftlich Schönen Orten in Klammern das Ausweisungsdatum als Besonderer Landschaftlich Schöner Ort
- Typ: Nummer des Auszeichnungskriteriums oder der Auszeichnungskriterien
- Links: Weblink zum Landschaftlich Schönen Ort in der Datenbank der nationalen bzw. präfekturalen Kulturgüter Japans sowie auf den Wikidata-Eintrag (Symbol: )
- Bild: Repräsentatives Bild des Landschaftlich Schönen Ortes und gegebenenfalls einen Link zu weiteren Fotos des Kulturdenkmals im Medienarchiv Wikimedia Commons

## Auf nationaler Ebene ausgewiesene Landschaftlich Schöne Orte
Stand August 2023 wurden neun Landschaftlich Schöne Orte ausgewiesen, darunter zwei Besondere Landschaftlich Schöne Orte.
| Denkmal                                                                    | Lage                         | Beschreibung und Anmerkungen | Ausweisungsdatum             | Typ     | Links | Bild            |
| -------------------------------------------------------------------------- | ---------------------------- | --- | ---------------------------- | ------- | ----- | --------------- |
| *Itsukushima 厳島 Itsukushima                                              | Hatsukaichi (Karte)          | auch eine Besondere Historische Stätte; der Itsukushima-Schrein steht auf der Liste der Welterbestätten in Japan                                                           | 7. März 1923 (22. Nov. 1952) | 8       |       | weitere Bilder  |
| *Sandan-kyō 三段峡 Sandan-kyō                                              | Akiōta/Kitahiroshima (Karte) | | 8. Okt. 1925 (14. Nov. 1953) | 3, 5, 6 |       | weitere Bilder  |
| Kikkawa-Motoharu-Garten 吉川元春館跡庭園 Kikkawa Motoharu yakata ato teien | Kitahiroshima (Karte)        | | 20. Sep. 2002                | 1       |       | Bild gesucht BW |
| Ehemaliger Mantokuin-Garten 旧万徳院庭園 Kyū-Mantokuin teien               | Kitahiroshima (Karte)        | | 20. Sep. 2002                | 1       |       | Bild gesucht BW |
| Shukkei-en 縮景園 Shukukei-en                                              | Hiroshima (Karte)            | | 12. Juli 1940                | 1       |       | weitere Bilder  |
| Jōdoji-Garten 浄土寺庭園 Jōdoji teien                                      | Onomichi (Karte)             | | 7. Mai 1977                  | 1       |       | weitere Bilder  |
| Taishaku-kyō 帝釈川の谷 (帝釈峡) Taishaku-gawa no tani (Taishaku-kyō)      | Shōbara/Jinsekikōgen (Karte) | | 7. März 1923                 | 5, 6    |       | weitere Bilder  |
| Friedenspark Hiroshima 平和記念公園 Heiwa kinen kōen                       | Hiroshima (Karte)            | Der Friedenspark umfasst unter anderem das Friedensdenkmal. Die beim Atombombenabwurf entstandene Ruine steht seit 1996 auf der Liste der UNESCO-Welterbestätten in Japan. | 6. Feb. 2007                 | 1       |       | weitere Bilder  |
| Tomo-Park 鞆公園 Tomo kōen                                                 | Fukuyama (Karte)             | | 8. Okt. 1925                 | 1, 8    |       |                 |

## Auf Präfekturebene ausgewiesene Landschaftlich Schöne Orte
Stand 1. Mai 2014 wurden sieben Landschaftlich Schöne Orte auf Präfekturebene ausgewiesen.
| Denkmal                                            | Lage                     | Beschreibung und Anmerkungen | Ausweisungsdatum | Links | Bild            |
| -------------------------------------------------- | ------------------------ | --- | ---------------- | ----- | --------------- |
| Ishigatani-Schlucht 石ケ谷峡 Ishigatani-kyō        | Saeki, Hiroshima (Karte) | Die Ishigatani-Schlucht ist ein Seitental des Minochi, eines Nebenflusses des Ōta. Durch das Granitbett fließen zahlreiche Bäche und es gibt einige Wasserfälle und Felsformationen. | 28. Mai 1937     |       | Bild gesucht BW |
| Yasaka-Schlucht 弥栄峡 Yasaka-kyō                  | Ōtake (Karte)            | Flusstal im Mittellauf des Oze | 12. Aug. 1949    |       |                 |
| Nikyū-Schlucht 二級峡 Nikyū-kyō                    | Kure (Karte)             | Das etwa einen Kilometer lange Flusstal ist auch ein auf Präfekturebene ausgewiesenes Naturdenkmal. Es weist einige Wasserfälle auf.                                                 | 28. Okt. 1949    |       |                 |
| Yoshimizu-Garten 吉水園 Yoshimizu-en               | Akiōta (Karte)           | Der Garten wurde 1781 angelegt. Der Hauptgarten liegt auf einem Hügel. | 10. Juli 1951    |       | Bild gesucht BW |
| Ryūzu-Schlucht 龍頭峡 Ryūzu-kyō                    | Fukuyama (Karte)         | Umfasst die Ryūzu-Wasserfälle und die dahinter liegende Schlucht. | 26. Jan. 1954    |       | weitere Bilder  |
| Jōsei-Wasserfall 常清滝 Jōsei taki                 | Miyoshi (Karte)          | Wasserfall mit einer Fallhöhe von 126 m und einer der Top-100-Wasserfälle Japans. | 25. Aug. 1960    |       | weitere Bilder  |
| Garten der Chiba-Familie 千葉家庭園 Chiba-ke teien | Kaita (Karte)            | Der Garten wurde in der frühen Edo-Zeit angelegt. | 22. Apr. 1991    |       | Bild gesucht BW |

## Auf Gemeindeebene ausgewiesene Landschaftlich Schöne Orte
Stand 1. Mai 2014 wurden sechzehn Landschaftlich Schöne Orte auf Gemeindeebene ausgewiesen.